# Kuwaitiske dinarer
Kuwaitiske dinarer er en møntfod brugt i Kuwait og er den møntenhed i verden der har højeste nominelle værdi (2,84334 Euro pr. 2005). Valutakoden er KWD. Der går 1000 fils på en KWD. 
Kuwaitiske dinarer er et af de få valutaer i verden med 3 decimaler. For eksempel, japanske Yen har ingen, danske kroner har 2 decimaler: Kroner og Ører, og der går 100 øre på en krone, dvs en øre er 0,01 krone, altså 2 decimaler.
Der findes mønter pålydende: 5, 10, 20, 50 og 100 fils.
Sedlerne findes i: ¼, ½, 1, 5, 10 og 20 dinarer
| Artikelstump | Spire Denne artikel om penge eller valuta er en spire som bør udbygges. Du er velkommen til at hjælpe Wikipedia ved at udvide den. |